# Faucaria tigrina
Faucaria tigrina es una especie de planta suculenta perteneciente a la familia de las aizoáceas. Es originaria de Sudáfrica.

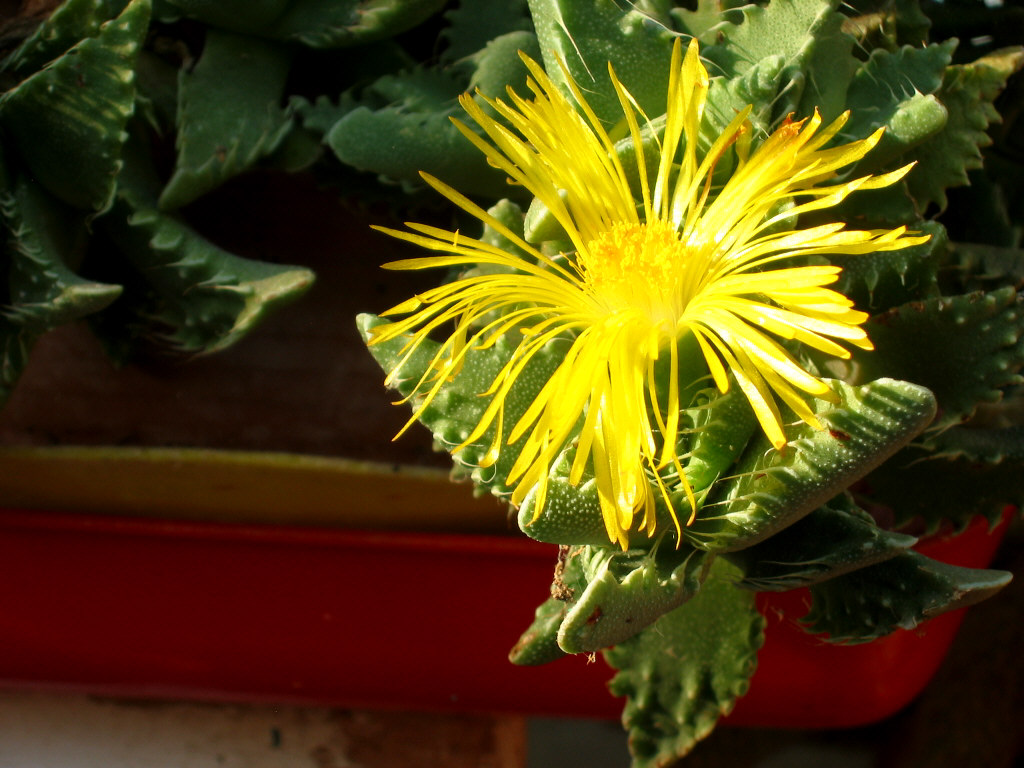
Detalle de la flor

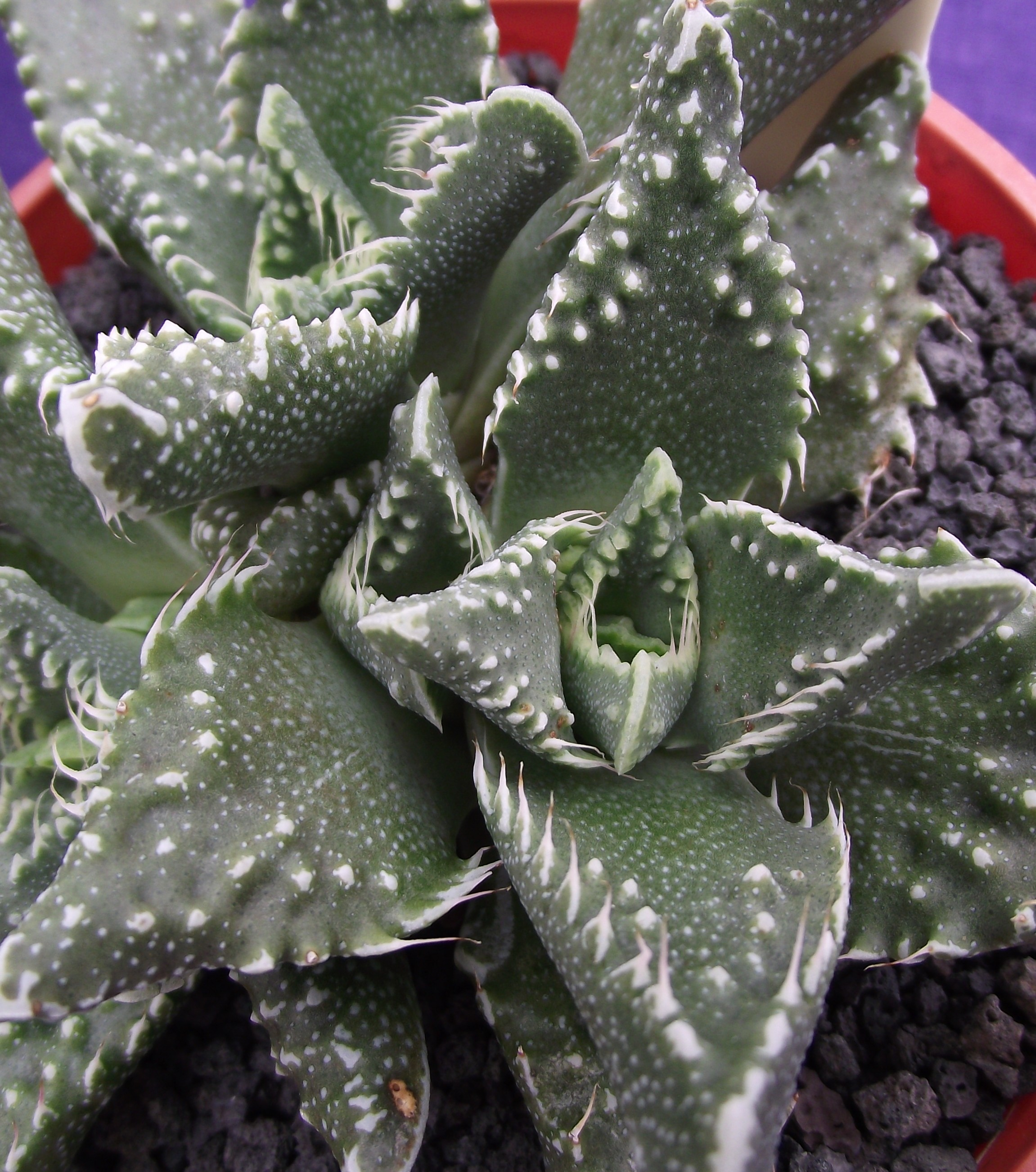
Vista de la planta

## Descripción
Es una pequeña planta suculenta perennifolia que alcanza un tamaño de 8 cm de altura a una altitud de 550 - 920  metros en Sudáfrica.
Crece en forma de roseta sobre un corto tallo de raíces carnosas. Cada roseta está compuesta por entre 6 u 8 hojas decusadas y gruesas, casi semicilíndricas en la zona basal tendiendo a convertirse en aquilladas hacia la mitad, son de forma romboidal o entre espatulada y algo alargada a lanceolada, en los márgenes poseen unos aguijones cartilaginosos muy curvados hacia el interior y frecuentemente con aristas.

## Taxonomía
Faucaria tigrina fue descrito por  (Haw.) Schwantes y publicado en Zeitschrift für Sukkulentenkunde. Berlin 2: 177. 1926.
Etimología
Faucaria: nombre genérico que deriva de la palabra fauces = "boca" en alusión al aspecto de boca que tienen las hojas de la planta.
tigrina: epíteto latíno que significa "como un tigre"
Sinonimia
- Mesembryanthemum tigrinum Haw. (1795) basónimo
- Faucaria tigrina f. splendens Jacobsen & G.D.Rowley[4]